# Batavové

Římská Galie a Germánie kolem roku 70. n. l.

Batavové (latinsky Batavi) byl západogermánský kmen, který žil v dnešním Nizozemsku v oblasti delty Rýna.

## Historie
Vzhledem k vnitřním kmenovým svárům se Batavové oddělili od Chattů a kolem roku 50 př. n. l. se usadili u ústí Rýna v římské provincii Belgica. V roce 12 před naším letopočtem byli podmaněni Římany pod velením velitele jménem Drusus a od této chvíle byli věrnými spojenci až na jednu výjimku: Batávské povstání pod vedením Julia Civilise v roce 69 n. l., v této souvislosti Germáni uspěli v dobývání římských vojenských táborů (Vetera poblíž Xantenu).
Ve 2. století popsal Batavy v 5. svazku svých Dějin římský historik Tacitus. Jejich území nazýval „oppidum Batavorum“ nebo „insula Batavorum“
Ve 4. století se už pořímštění Batavové stali součástí germánského kmenového svazu Franků. Jméno Batavů a označení území Batávie přežilo do současnosti jako zeměpisný název ostrova kolem řeky Waal mezi Moselou a starým Rýnem.

## Tradice
Mezi nizozemskými humanisty 16. století byl rozšířen mýtus, že Batavové nebyli podrobeni, ale stali se svobodnými spojenci Římanů. Za hlavní důkaz považovali nápis „Gens Batavorum amici et fratres Romani Imperii“ (česky: „Rod Batavů, přátelé a bratři Římské říše“) vytesaný na kameni, který byl údajně nalezen poblíž Zoeterwoude kolem roku 1500. Arnoldus Buchelius (1565–1641) považoval tento nápis za padělek, soudil tak podle mincí římské legie, které spolu s Johannem de Witte (1565–1622) našel v oblasti Utrechtu, kudy vedla severní hranice římské říše. Podél Rýna vedly římské vojenské tábory Arenacum-Vada (Wageningen) a Grinnes Batavodorum.
Batavia byl běžný název pro Nizozemsko v humanistické latině. 
Teprve během nizozemského koloniálního období se současné hlavní město Indonésie Jakarta začalo také nazývat Batavia.
Nástupnický stát Republiky Spojené Nizozemsko, vzniklé v roce 1795 revolučním exportem, se nazýval Batávská republika.